# Hong Kong nos Jogos Olímpicos de Verão de 2020
Hong Kong participa nos Jogos Olímpicos de Verão de 2020. O responsável pela equipa olímpica é a Federação Desportiva e Comité Olímpico de Hong Kong, bem como as federações desportivas nacionais da cada desporto com participação. Está representado por 42 atletas em 14 desportos.
Os portadores da bandeira na cerimónia de abertura foram o esgrimista Cheung Ka Long e a jogadora de badminton Tse Ying Suet.

## Concorrentes

### Por modalidade
| Esporte       | Masculino | Feminino | Total |
| ------------- | --------- | -------- | ----- |
| Atletismo     | 1         | 1        | 2     |
| Badminton     | 2         | 2        | 4     |
| Caratê        | 0         | 1        | 1     |
| Ciclismo      | 1         | 5        | 6     |
| Esgrima       | 3         | 3        | 6     |
| Ginástica     | 1         | 0        | 1     |
| Golfe         | 0         | 1        | 1     |
| Hipismo       | 1         | 0        | 1     |
| Natação       | 2         | 6        | 8     |
| Remo          | 0         | 1        | 1     |
| Tênis de mesa | 3         | 3        | 6     |
| Tiro          | 1         | 0        | 1     |
| Triatlo       | 1         | 0        | 1     |
| Vela          | 1         | 2        | 3     |
| Total         | 17        | 25       | 42    |

## Medalhas[1]
| Nome                                   | Esporte       | Competição                |
| -------------------------------------- | ------------- | ------------------------- |
| Ouro                                   |               |                           |
| Cheung Ka Long                         | Esgrima       | Florete individual (M)    |
| Prata                                  |               |                           |
| Siobhan Bernadette Haughey             | Natação       | 100m livre (F)            |
| Siobhan Bernadette Haughey             | Natação       | 200m livre (F)            |
| Bronze                                 |               |                           |
| Doo Hoi Kem, Minnie Soo e Lee Ho Ching | Tênis de mesa | Equipe (F)                |
| Grace Lau                              | Caratê        | Kata (F)                  |
| Lee Wai Sze                            | Ciclismo      | Velocidade individual (F) |